# Charagua
Charagua ist eine Landstadt im Departamento Santa Cruz im südamerikanischen Andenstaat Bolivien.

## Lage im Nahraum
Charagua ist zentraler Ort des Municipio Charagua in der Provinz Cordillera. Die Stadt liegt auf einer Höhe von 800 m am Ostrand der Sierra Charagua, die fünf Kilometer westlich der Stadt bis auf Höhen von 1400 m ansteigt. Bei Charagua durchbricht der Río Charagua den nord-südlich verlaufenden Höhenzug der Serranía Charagua und fließt nach Osten in Richtung auf den Río Parapetí, sein Wasser versickert jedoch wenige Kilometer bevor er den Fluss erreicht.

## Geographie
Charagua liegt im Bereich des tropischen Klimas im südamerikanischen Gran Chaco, die sechsmonatige Feuchtezeit reicht von November bis April und die Trockenzeit von Mai bis Oktober.
Die Jahresdurchschnittstemperatur beträgt 23 °C (siehe Klimadiagramm Camiri), mit 17 bis 18 °C von Juni bis Juli und über 26 °C von November bis Dezember. Der Jahresniederschlag beträgt knapp 900 mm, feuchteste Monate sind Dezember und Januar mit 175 mm und trockenste Monate Juli und August mit knapp 10 mm.

## Geschichte
2017 wurde auf dem Gebiet des Municipios Charagua das erste autonome indigene Territorium Boliviens geschaffen, dessen Zentrum die Stadt Charagua ist.

## Verkehrsnetz
Charagua liegt 260 Straßenkilometer südlich von Santa Cruz, der Hauptstadt des Departamentos.
Von Santa Cruz führt die asphaltierte Nationalstraße Ruta 9 über 142 Kilometer in südlicher Richtung über Cabezas bis Abapó. Dort führt die Ruta 36 weiter in südlicher Richtung und erreicht über San Isidro del Espino die Stadt Charagua und führt weiter nach Boyuibe.
Die Stadt ist an den nationalen Flugverkehr über eine östlich der Stadt gelegene Flugpiste angeschlossen, die eine Länge von 1200 m hat. Außerdem führt östlich von Charagua die Eisenbahntrasse von Santa Cruz nach Yacuiba vorbei, die einen Haltepunkt in dem sieben Kilometer entfernten Estación Charagua hat. Von dort aus gibt es Personenzug-Verbindungen in nördlicher wie in südlicher Richtung, welche die Fahrgäste in etwa achteinhalb Stunden nach Santa Cruz und nach Yacuiba befördern.

## Bevölkerung
Die Einwohnerzahl der Stadt ist in den vergangenen beiden Jahrzehnten um mehr als ein Drittel angestiegen:
| Jahr | Einwohner | Quelle       |
| ---- | --------- | ------------ |
| 1992 | 2486      | Volkszählung |
| 2001 | 2737      | Volkszählung |
| 2013 | 3496      | Volkszählung |
| 2024 |           | Volkszählung |

Die Region weist einen deutlichen Anteil an Guaraní-Bevölkerung auf, im Municipio Charagua sprechen 48,8 Prozent der Bevölkerung Guaraní.

## Fotos

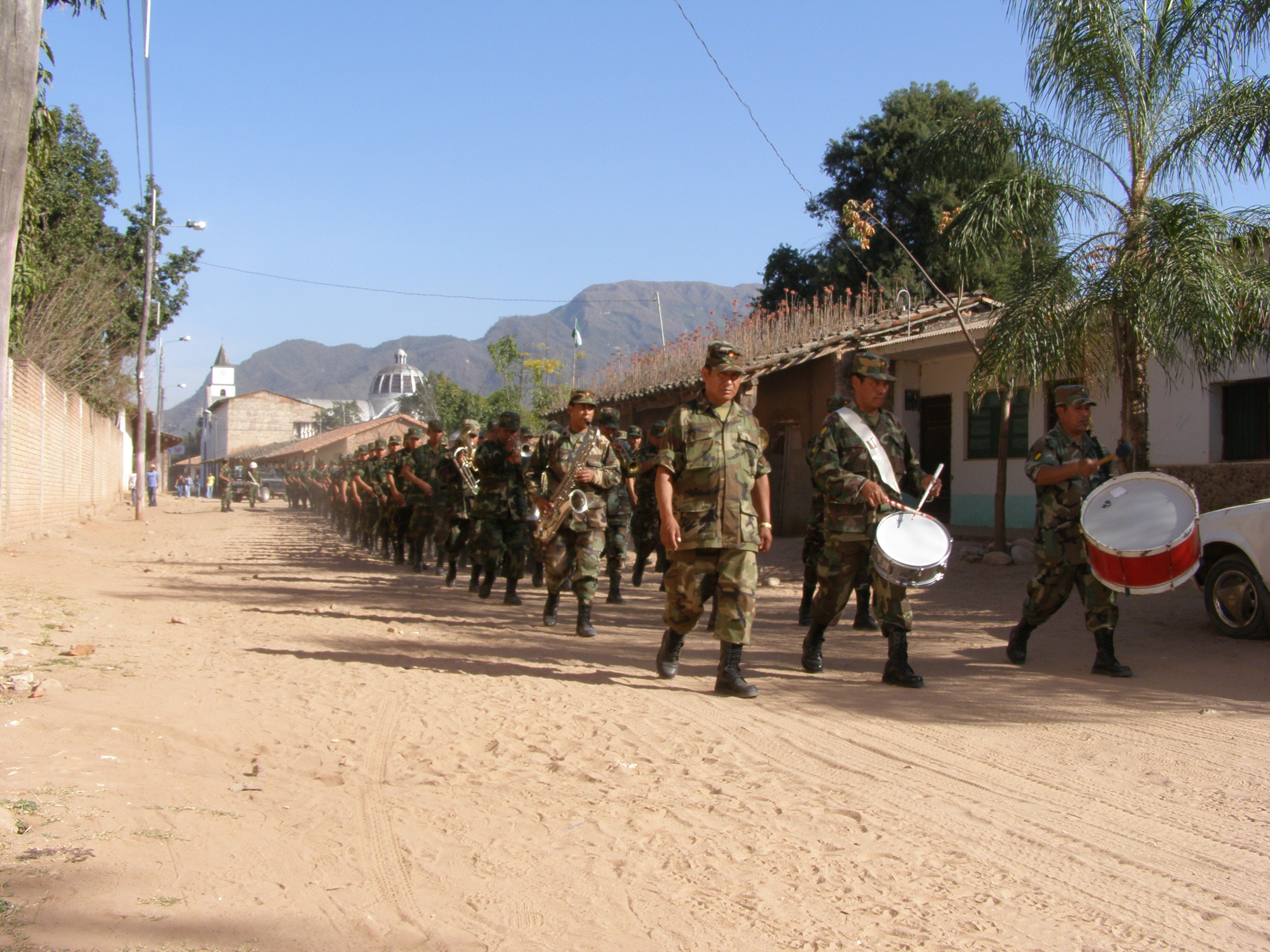
Militärparade nach der Sonntagsmesse
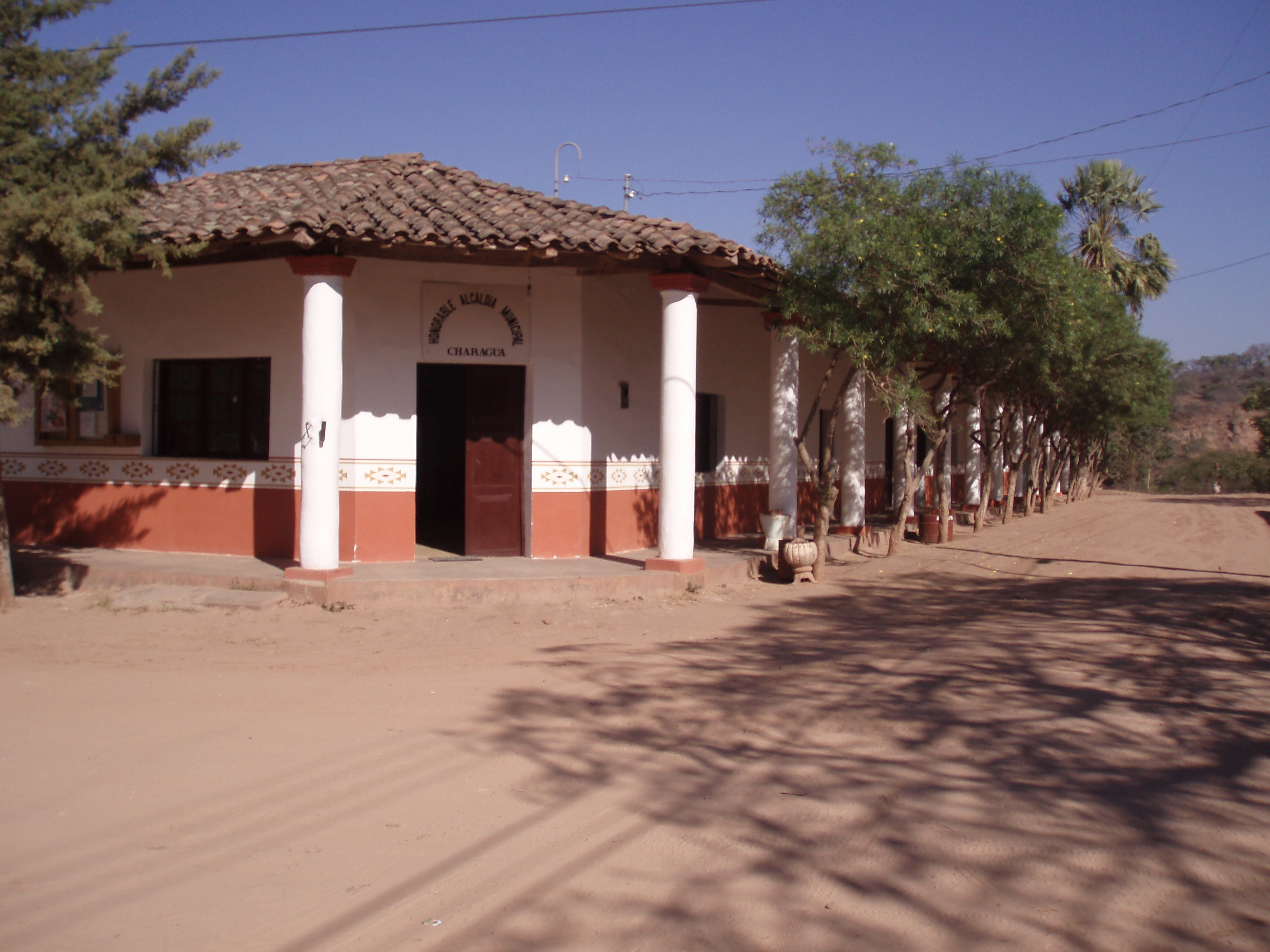
Gemeindeverwaltung von Charagua
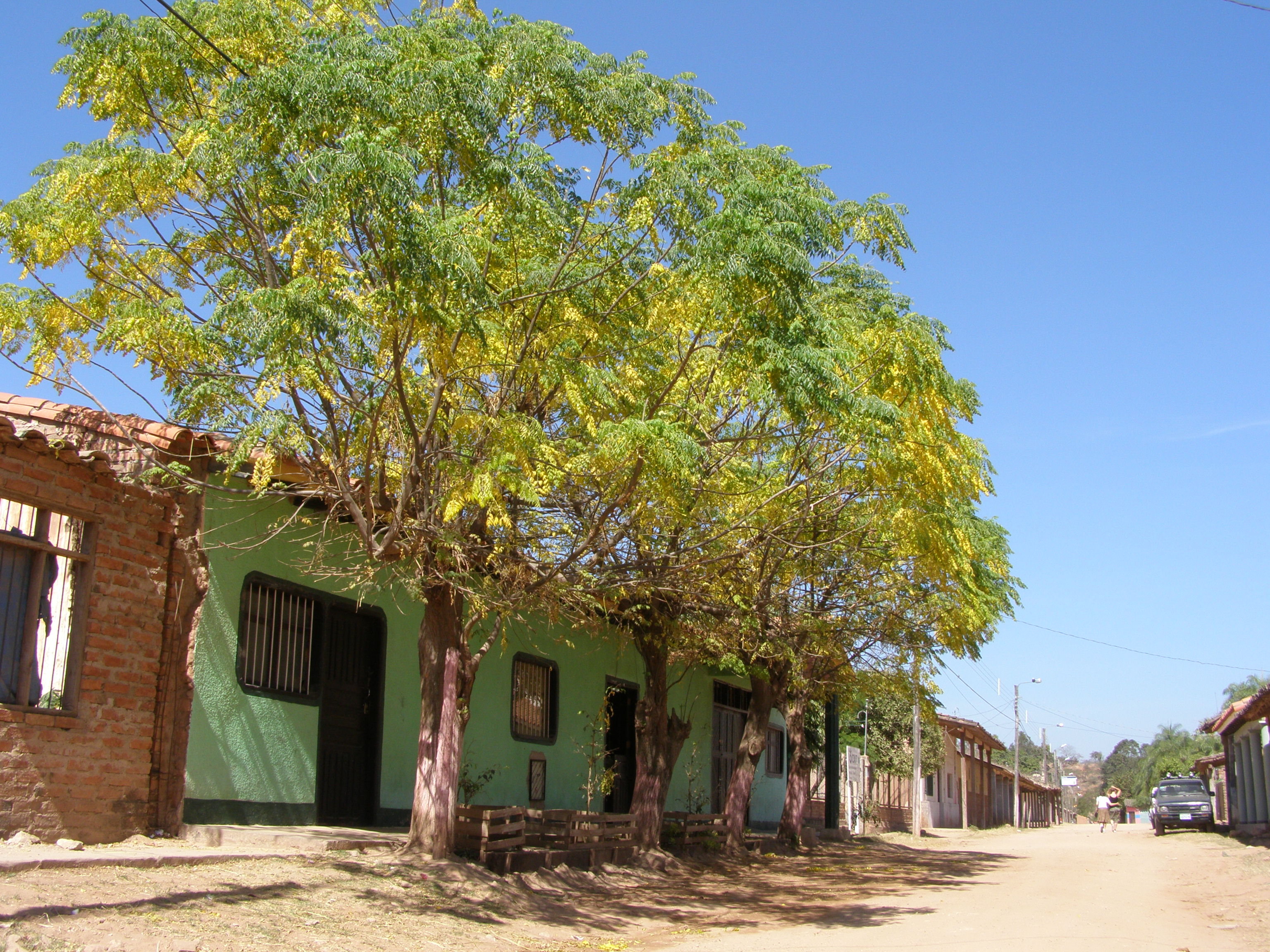
Straße in Charagua
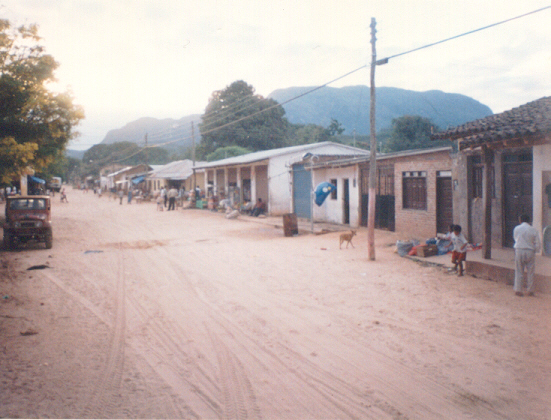
Einkaufsstraße in Charagua